# Guerre des deux capitales
La guerre des deux capitales (chinois simplifié : 两都之战 ; chinois traditionnel : 兩都之戰 ; pinyin : liǎng dū zhī zhàn) est une guerre civile qui a eu lieu en 1328 en Chine, qui est alors dirigée par les Mongols de la dynastie Yuan. C'est une guerre de succession qui éclate après la mort de l'empereur Yesün Temür Khan à Shangdu, la capitale d'été de l'empire Yuan. Elle oppose, d'une part le prétendant au trône et les troupes basées à Khanbaliq (aujourd'hui Pékin), la capitale des Yuan et d'autre part le second prétendant au trône et les troupes basées à Shangdu. L'affrontement entre ces deux groupes armé est la succession la plus sanglante et la plus destructrice de l'histoire de la dynastie Yuan. La guerre des deux capitales n'est pas un affrontement idéologique, mais, comme lors de la Guerre civile toluid quelques années auparavant, d'une lutte pour le pouvoir entre les différentes familles des descendants de Gengis Khan par le biais d'alliances politiques et d'usage de la puissance militaire. Elle s’achève par la victoire du groupe de Khanbaliq, mais il faut plusieurs années aux vainqueurs pour réussir à obliger les derniers partisans du groupe de Shangdu à déposer les armes.

## Situation avant le début du conflit
En 1323, Shidebala Gegeen Khan, le 5e empereur de la dynastie Yuan est assassiné par le Grand Censeur Tegshi et Esen Temur. Les rebelles font de Yesün Temür le nouvel empereur, qui règne sous le nom de Yesün Temür Khan. Mais lorsque ce dernier meurt à son tour, à Shangdu en août 1328, Khayishan Külüg et ses proches voient là l'occasion de prendre le pouvoir. L'héritier désigné, Ragibagh Khan, le fils du défunt Yesün, est installé sur le trône par Dawlat Shah, un puissant officier musulman et serviteur préféré du précédent empereur. Le couronnement a lieu au palais d'été de Shangdu le mois suivant.
Mais, pendant ce temps, à Khanbaliq, la capitale principale de l'empire, les esprits s'échauffent et des mesures audacieuses sont prises pour donner le trône aux fils de Khayishan, c'est-à-dire soit Kusala (le père de Togoontomor, futur ultime empereur de la dynastie Yuan) soit Tugh Temür (qui se reposait sur ses lauriers en Chine du Sud). Mais c'est surtout l'ingéniosité politique d'El Temür qui va débloquer la situation. Temür est un membre de la famille Qipchaq, un clan qui va atteindre l'apogée de sa puissance pendant le règne de Khayishan. Il organise une conspiration dans la capitale Khanbaliq pour renverser la cour de Shangdu, utilisant a son avantage les énormes avantages géographiques et économiques dont bénéficie son clan sur les loyalistes de Yesün Temür. El Temür fait revenir Tugh Temür à Khanbaliq, car son frère le plus influent, Kuśala, était alors stationné dans la lointaine Asie centrale. Tugh est choisi comme nouveau souverain par les conspirateurs de Khanbaliq en septembre, soit à peu près au même moment où Ragibagh monte sur le trône à Shangdu. Il faut noter que tous ceux qui ont participé à cette révolte/coup d'État n'avaient pas des liens avec la famille de Khayishan aussi étroits que ceux d'El Temür.
Le groupe de Khanbaliq, les soutiens d'El Temür, disposaient des vastes ressources humaines et matérielles des provinces du centre de la Chine, à savoir Hunan, Jiangzhe, Jiangzhe, Jiangxi et Huguang, toutes contrôlées par Zhongshu Sheng. De leur côté, les membres du groupe de Shangdu, les soutiens de Ragibagh, ne pouvaient compter que sur les dirigeants des provinces de Lingbei, Liaoyang, Shaanxi, Sichuan et Yunnan, qui sont toutes périphériques sur le plan géographique. À côté de ces alliés fidèles, on trouve des princes mongols et de hauts responsables mongols basés en Mandchourie (Liaodong) et en Mongolie orientale, qui combattent tantôt pour un camp, tantôt pour l'autre dans cette guerre civile.

## La guerre
Au début de la guerre, les troupes de Ragibagh traversent la Grande Muraille en plusieurs endroits et pénètrent jusqu'à la périphérie de Khanbaliq. El Temür réussit cependant à inverser rapidement la tendance en sa faveur. En effet, les membres du groupe de Khanbaliq de Mandchourie et de Mongolie orientale lancent une attaque surprise contre les loyalistes de Shangdu. Leur armée, qui est sous le commandement de Bukha Temur et Orlug Temur, deux descendants des frères de Gengis Khan, encerclent Shangdu le 14 novembre, à une date où la plupart des troupes loyalistes sont sur le front de la Grande Muraille. Les défenseurs de Shangdu se rendent le lendemain, et Dawlat Shah, ainsi que la plupart des principaux loyalistes sont faits prisonniers, puis exécutés. Ragibagh, lui, est porté disparu. Avec la reddition de Shangdu, la route de la restauration de la ligne impériale de Khayishan est grande ouverte.
Cependant, les loyalistes des autres provinces continuent à se battre beaucoup plus longtemps. En effet, les loyalistes du Shanxi ne déposèrent les armes qu'en décembre 1328, et leurs homologues du Sichuan ne se rendirent que le mois suivant. Au début de l'année 1329, une révolte éclate dans le Yunnan, où le prince Tugel se déclare indépendant. Des troupes sont envoyées le mettre au pas, et reçoivent l'ordre de passer par le pays de Pa fan pour l'attaquer. Avec l'appui des tribus autochtones de la province, comme les Lolos et d'autres tribus de Miaotze vivant aux frontières du Yunnan, Tugel résiste avec succès à l'armée impériale, l'armée Yuan commandée par Temur Buka étant vaincue. Buka n'a pas d'autre choix que de demander des renforts. Le Prince Yuntu Temur reçoit alors l'ordre de retirer 20 000 hommes des provinces de Jiangzhe, Jiangxi et Henan, puis de les emmener au Yunnan en passant par Huguang. Les derniers vestiges des troupes loyalistes ne rendent les armes qu'en 1332.